# Быстров, Александр Кирович

Мозаичное панно «Основание Адмиралтейства»

Алекса́ндр Ки́рович Быстро́в (род. 7 декабря 1956, Петровск, Саратовская область, РСФСР, СССР) — советский и российский художник-монументалист, мозаичист, живописец, педагог, профессор. Народный художник Российской Федерации (2009).

## Биография
Родился 7 декабря 1956 года в г. Петровске Саратовской области.
В 1985 году окончил Ленинградский институт живописи, скульптуры и архитектуры имени И. Е. Репина по мастерской профессора, народного художника СССР, академика А. А. Мыльникова.
Академик РАХ, народный художник РФ, профессор и руководитель мастерской монументальной живописи Института им. И.Е. Репина (Академии Художеств), художественный руководитель мозаичной мастерской РАХ в Санкт-Петербурге (с 1991 года).
Автор мозаик для станций Петербургского метрополитена (преимущественно 5 линии): «Площадь Александра Невского-2» (Серебряная медаль АХ СССР за композицию в мозаике «Александр Невский»), «Спортивная», «Старая Деревня», «Комендантский проспект», «Парнас», «Звенигородская», «Волковская», «Адмиралтейская», «Бухарестская», «Международная», «Проспект Славы», «Спасская».
Академик РАХ (2001; член-корреспондент 1995). Народный художник РФ (2009). Член Санкт-Петербургского Союза художников с 1990 года.
Руководитель бригады, осуществлявшей роспись храма Христа Спасителя в Москве и Знаменского собора г. Курск (2002—2004).
Ученики: Роман Абдуллин, Егор Быстров, Артём Брославец, Чермен Гугкаев, Владимир Зенин, Марат Кесаев, Павел Медведев, Сергей Некрасов, Сергей Пичахчи, Рафаэль Сулейманов, Рустам Яхиханов.

## Награды
- Заслуженный художник Российской Федерации (2001)[7]
- Народный художник Российской Федерации (2009)[5]

Профессор и руководитель мастерской монументальной живописи Института им. И.Е. Репина (Академии Художеств), художественный руководитель мозаичной мастерской РАХ в Санкт-Петербурге.
Академик РАХ (2001; член-корреспондент с 1995).
- Серебряная медаль Академии художеств СССР за лучшее произведение года (1985)
- Золотая медаль «Достойному» Российской Академии Художеств за создание мозаик для станции Петербургского метрополитена «Спортивная» (2000)[4]
- Золотая медаль Василий Суриков «за выдающийся вклад в изобразительной искусство России» Всероссийской творческой общественной организации «Союз художников России» (2021)